# Blosseville
Blosseville ist eine französische Gemeinde mit 257 Einwohnern (Stand 1. Januar 2022) im Département Seine-Maritime in der Region Normandie. Sie gehört zum Arrondissement Dieppe und zum Kanton Saint-Valery-en-Caux. Die Einwohner werden Blossevillais genannt.

## Geographie
Blosseville liegt etwa 24 Kilometer westlich von Dieppe im Pays de Caux.

## Bevölkerungsentwicklung
| Jahr      | 1962 | 1968 | 1975 | 1982 | 1990 | 1999 | 2007 | 2014 |
| Einwohner | 337  | 278  | 245  | 249  | 259  | 275  | 300  | 287  |

## Sehenswürdigkeiten
- Kirche Saint-Lézin